# Joe Shulman
Joe Shulman (New York, 12 settembre 1923 – New York, 2 agosto 1957) è stato un contrabbassista jazz statunitense.
Shulman, che fu uno dei contrabbassisti che presero parte alle registrazioni di Birth of the Cool, fu molto attivo come sideman nel periodo tra il 1941 e il 1957, con collaborazioni e registrazioni con diverse orchestre (Claude Thornhill, Duke Ellington, Glenn Miller) ed altri protagonisti del periodo (Lester Young, Charlie Parker, Gerry Mulligan, Buddy Rich). Dal 1949 fece parte del trio della pianista Barbara Carroll che sposò nel 1954.
Joe Shulman morì di un attacco cardiaco nel 1957, durante una breve vacanza con la moglie, a soli 33 anni.